# Cadelbosco di Sotto
Cadelbosco di Sotto (Al Bòsch ed Sòtt in dialetto reggiano, Domus Boschi Inferioris in latino) è una frazione del comune di Cadelbosco di Sopra, in provincia di Reggio Emilia.

## Geografia
Cadelbosco di Sotto è situata nella pianura Padana, a circa 5 km in direzione nord dal capoluogo comunale ed a 14 km da Reggio nell'Emilia.

## Storia
Alle prime ore del mattino del 28 febbraio 1945, lungo la SS 63, furono fucilati per rappresaglia dai fascisti 10 partigiani prelevati dal carcere di Reggio nell'Emilia. Tra le vittime dell'eccidio figurava anche Paolo Davoli, intendente del comando di Piazza di Reggio e figura di spicco della Resistenza reggiana.

## Monumenti e luoghi d'interesse
- Chiesa della SS. Annunziata, fu eretta nel 1513 per iniziativa di Ercole d'Este, Signore di San Martino[4] e fu intitolata alla SS. Annunziata. La struttura architettonica consta di un'unica navata; la facciata è in stile barocco. L'adiacente canonica è invece di epoca ottocentesca[5].

## Infrastrutture e trasporti
Il centro della frazione sorge all'intersezione tra la SS 63, importante arteria di comunicazione della bassa reggiana, e la strada provinciale 40.

### Ferrovie
Cadelbosco di Sotto è sprovvista di una propria stazione ferroviaria, anche se fino al 1955, anno in cui fu smantellata la linea, era servita da una fermata lungo la ferrovia Reggio Emilia-Boretto.